# Dårfinkar är vi allihopa
Dårfinkar är vi allihopa (engelska: My Friend Irma) är en amerikansk komedifilm från 1949 i regi av George Marshall. Detta var komikerduon Dean Martin och Jerry Lewis filmdebut. Manuset är baserat på CBS-radioserien My Friend Irma som sändes första gången 1947.

## Rollista i urval
- John Lund - Al
- Marie Wilson - Irma Peterson
- Diana Lynn	- Jane Stacy
- Don DeFore	- Richard Rhinelander III
- Dean Martin - Steve Laird
- Jerry Lewis - Seymour
- Hans Conried - Professor Kropotkin
- Kathryn Givney	- Mrs. Rhinelander
- Percy Helton - Mr. Z. Clyde
- Gloria Gordon - Mrs. O'Reilly, hyresvärdinnan